# コウイカ
コウイカ（甲烏賊、学名：Acanthosepion esculentum、シノニム：Sepia esculenta） は十腕形上目（イカ類）コウイカ目に属する頭足類の一種である。日本近海において最も普通のコウイカ類で、水産上重要である。他のコウイカ類と同様に外套膜に囲まれた胴体の背側に、石灰質の甲を持つ。

## 和名
越中ではカイカと呼ばれる。また、ハリイカ Decorisepia madokai (Adam, 1939) と混同され、本種もハリイカと呼ばれることがある。逆にハリイカ D. madokai の方はコウイカモドキとも呼ばれる。ハリイカは胴の先端に硬い甲殻の針（棘）が突き出ているためだとされる。
その他、スミイカ（墨烏賊）やマイカ（真烏賊）と呼ばれることも多い。「スミイカ」は墨袋（墨汁嚢）が発達しているためだとされる。「マイカ」は混称で、その地域の主流のイカを意味しており、地域によりスルメイカやケンサキイカ、シリヤケイカもこの名で呼ばれることがある。河野 (1973) では、「コウイカ」を「胴の中に舟形をした骨があるイカの総称」とし、本種を「マイカ（真烏賊）」、別名に甲があるため「甲イカ」としている。
また、東京では大型のものをモンゴウ（紋甲）と呼び、関西ではホシイカ（星烏賊）というとある。現在は「モンゴウイカ」はカミナリイカやトラフコウイカ、また輸入されるヨーロッパコウイカの市場名だとされることが多い。「ホシイカ」は灰褐色の背面に白色斑点が散在しているためであるという。また 河野 (1973) では「カミナリイカ」や「シリヤケ」、「シリクサリ」という地方もあるとするが、現在これらはカミナリイカ Acanthosepion lycidas (Gray, 1849) およびシリヤケイカ Sepiella japonica Sasaki, 1929 と別種に当てられており、混同されている。

## 分類
十腕形上目（イカ類）は伝統的に、底生で甲を持つコウイカ類（底生で甲は退化するダンゴイカ類を分けることも多い）と遊泳性で石灰質の甲を持たないツツイカ類に二分され、そのうちの前者に属している。また、コウイカ科は Voss (1977)、Khromov et al. (1998)、Young et al. (1998) などに基づいた伝統的分類において、甲の形状等の形態形質により3属に分けられ、うち最大の「コウイカ属 Sepia」とされていた。この属 Sepia はヨーロッパ近海に棲息しているヨーロッパコウイカ Sepia officinalis Linnaeus, 1758 をタイプ種とするが、近年の分子系統の結果ではヨーロッパコウイカは本種コウイカやトラフコウイカ Acanthosepion pharaonis Ehrenberg, 1831 といったアジアに産するコウイカ類とは近縁でなく、むしろシリヤケイカ Sepiella japonica Sasaki, 1929 に近いことが明らかにされており、属は系統を反映しておらず、Sepia 属は多系統であることが分かっていた。
また、歴史的にコウイカ属は複数の亜属や種群に分けられてきた。Naef (1923) は本種をタイプ種に Platysepia 属を設立したが、Khromov et al. (1998) はコウイカ属を6つの種群 (species complex) に分け、本種をその中の Acanthosepion 種群に置いた。奥谷・田川・堀川 (1987) や 奥谷 (2015)、WoRMSでは、Platysepia 亜属に置かれている。
Lupše et al. (2023) による分子系統解析と分類学的検討により、コウイカ科内の属が整理された。これにより多系統であった従来の Sepia は細分化され、タイプ種であるヨーロッパコウイカ S. officinalis のほかにエンヨウコウイカ S. hierredda Rang, 1835 とアフリカコウイカ S. vermiculata Quoy & Gaimard, 1832 などを含むごく小さい属となった。一方、コウイカが属するクレードは Khromov et al. (1998) が指摘したように Acanthosepion であることが分かり、コウイカはトラフコウイカなどとともに Acanthosepion 属に移された。
なお、Ortmann は Sepia hoyley Ortmann, 1888 という種を設立したが、Sasaki (1929) によればこれは自身の所有している本種の若い標本と非常によく似ており、本種と同一種であると考えられる。

### 原記載
Hoyle, W.E. (1885). “XX.—Diagnoses of new species of Cephalopoda collected during the Cruise of H.M.S. ‘Challenger.’—Part II. The Decapoda”. Annals and Magazine of Natural History. 5 16 (93):  181–203. doi:10.1080/00222938509459868. の188頁にて、Sepia esculenta Hoyle, 1885 として記載された。タイプ産地は日本の横浜市場である。シンタイプがロンドン自然史博物館にあり、1個体の雄（1889.4.24.69、外套長160 mm）と1個体の雌（1889.4.24.70、外套長 143 mm）である。

### 類似種
ハリイカ Decorisepia madokai (Adam, 1939)
シノニムは Sepia madokai Adam, 1939。ハリイカは本種と混同され、市場名においてコウイカと呼ばれることがある。また、甲はともに卵形で、文献により同じ亜属である Platysepia に置かれた。しかし、本種 A. esculentum に比べハリイカ D. madokai は体長約 8 cm（センチメートル）と小さいうえ、甲の内円錐がコウイカ A. esculentum では丸襟状に立つのに対し、この種 D. madokai では逆V字型になり、横線面前縁はコウイカ A. esculentum では逆V字型なのに対し、この種 D. madokai では逆U字型になる。
シャムコウイカ "Sepia" brevimana Steenstrup, 1875
シノニムは Acanthosepion spinigerum Rochebrune, 1884。シャムコウイカは本種と似ているが、本種 A. esculentum は触腕掌部に10–16列の吸盤を持つのに対し、この種 "S." brevimana はそれがより少ないこと、鰭基底に沿って肉質突起がないこと、また内円錐が色付くことにより区別される。
ミナミハリイカ Acanthosepion ellipticum Hoyle, 1885
ミナミハリイカも本種 A. esculentumと混同されるが、以下の点で識別できる。
- 本種 A. esculentum の交接腕は6列の縮小した吸盤に続いて5から6列の普通のサイズの吸盤を持つのに対し、ミナミハリイカ A. ellipticum では基部に7から8列の普通サイズの吸盤、中間に7列の縮小した吸盤、そして腕末端に普通サイズの吸盤を持つ[18]。交接腕の吸盤の背側の2列は腹側の縮小した吸盤よりも小さく、縮小した吸盤は普通の吸盤よりほんの僅かに小さいのみである[18]。
- 本種 A. esculentum では 背側と腹側の保護膜は触腕掌部の基部と接続しないが、この種 A. ellipticum では背側と腹側の保護膜は触腕掌部の基部と接続する[18]。
- 本種 A. esculentum では甲の後方が鈍く丸まり、横線 (striae)は逆V字型で内円錐側肢は後方で厚くなる[18]。この種 A. ellipticum では張り出しはより薄く平たく、前方は尖って、房錐の後端を覆っている[18]。

Duc (1978, 1993) はベトナムの近海でミナミハリイカ A. ellipticum を報告したが、ミナミハリイカ A. ellipticum はインド洋のみで見つかるため本種コウイカ A. esculentum の誤同定と推測される。

## 形態

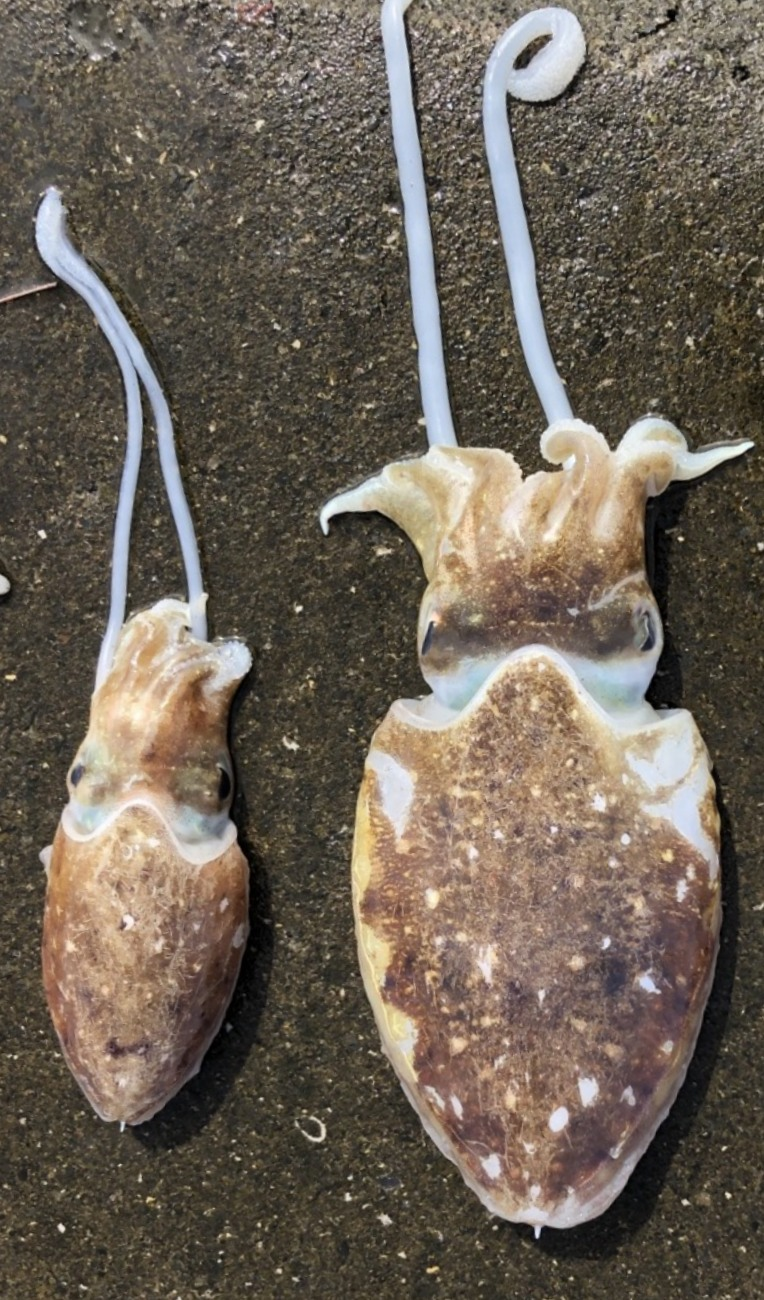
本種の背面。土佐佐賀港で獲られたもの。

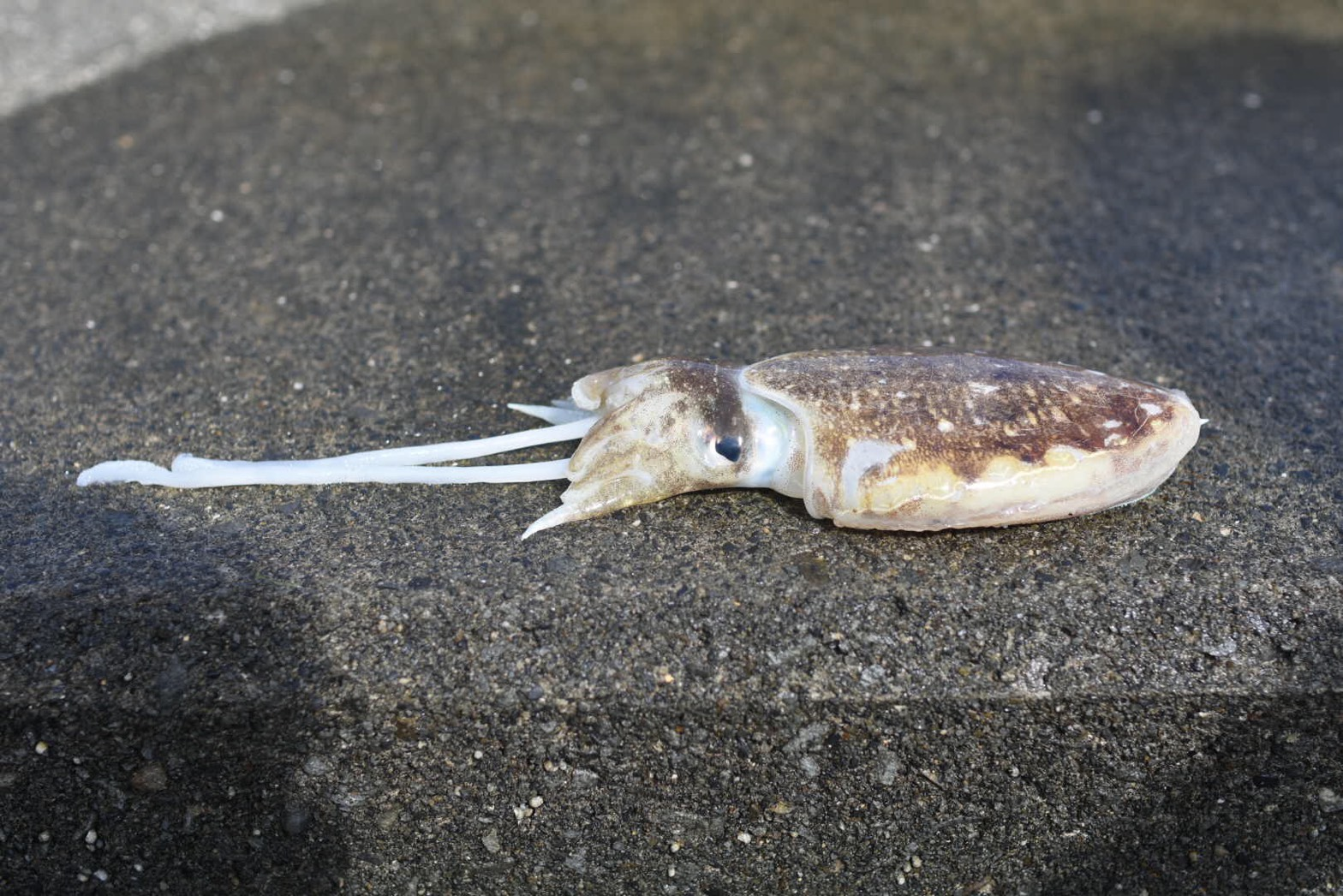
本種の側面。同一個体。

外套長は最大約18 cm、体重は約600 g（グラム）の中型のコウイカ類。外套膜の概形は粗い楕円形で、後端は貝殻の棘があるため、多少円錐形になる。最大外套幅は背側外套長の半分よりも大きく、その位置は中心付近にある。外套膜の腹縁は僅かに湾入し、背縁は広く三角状に、外套長の1/7程度突出する。体色は、外套背側には黒褐色の帯状斑（虎斑）が横に走り、黄色の小顆粒状突起がある。鰭の基部に沿って銀帯（白線）が走る。この銀帯の内側に沿って黄色くやや細長い突起が断続的に並んでいる。外套膜腹面は蒼白色であるが、鰭基底の銀帯は腹面からも明らかに観察できる。
鰭は前端から数 mm のところから始まり、外套側縁の90%近くを覆う。鰭後端は両葉間に僅かな間隔があく。鰭幅は胴体の1/6–1/5（片葉幅は外套幅の約13%）で、ほぼ等幅で後方にやや広がる。
漏斗器は普通の大きさで、第4腕の間の角度より僅かに小さく拡がる。背側の漏斗器は逆V字型で太く、腹側器は卵円形。漏斗軟骨器は豌豆型で、前方はやや持ち上がっており、溝は深い。外套軟骨器は細い半月形。
頭部は幅広く、外套膜の開口部分と同じくらいの幅であり、外套幅（外套膜の最大幅）より狭く、外套長の30%程度。頭部背面から腕反口側に沿って淡紅色の条が走る。囲口膜には縁に7個の吸盤のない突起があるが、雌では腹側の2個は完全に丸くなっている。雌成体では、囲口膜の腹側部分の突起は顕著な卵形の sperm pad で、これは末端が滑らかで、基部は深く皺が寄り、1対の羽状の受精托 (seminal receptacle) がある。
精莢は長く、その長さは 17 mm である。

### 腕
十腕類の名の通り、コウイカの腕は10本あるが、うち2本（1対）は触腕と呼ばれ、ポケットの中に完全に収納することができる。触腕は他の腕とは違って吸盤は先端の触腕掌部 (tentacle club)にしかなく、伸び縮みさせることができる。残りの腕を、甲のある背側の中心の1対から順に、第1腕 (Ⅰ)、第2腕 (Ⅱ)、第3腕 (Ⅲ)、そして腹側の1対を第4腕 (Ⅳ) と呼ぶ。
腕の長さはほぼ等長で、腕長式はⅣ>Ⅰ>Ⅲ>ⅡまたはⅣ>Ⅰ>Ⅱ>Ⅲである。最長の第4腕は背側外套長の半分の長さ（50%）程度。反口側の英膜が第1腕から第4腕に向かって次第に顕著になるため、特に第3腕・第4腕は反口側の表面に沿って顕著に張り出し、扁平になっている。保護膜は発達は普通で肉柱は弱々しい。腕の吸盤は、先端から基部まで明確に4横列 (quadserial) で、ほぼ一様だが、末端に向かうにつれほんの少しずつ小さくなる。また、第1腕・第2腕の吸盤は35–40列、第3腕・第4腕では60–65列ある。傘膜の発達は悪く、第4腕を除く腕の内側から4–6列目の吸盤まで展開している。
触腕の長さは様々であるが、状態の良い標本では普通頭部と胴体を合わせた長さ程度である。触腕柄は腕より少し細く、反口側は丸く、口側は平らである。触腕泳膜は狭い。触腕掌部は平たく、外形は三日月形または半月形に拡がり、触腕の約1/8を占める。触腕掌部の吸盤は12列（10–16列）で特に大きい吸盤はなく、微小等大で約200個ある。Sasaki (1929)では、触腕掌部の吸盤は一見縦10列に見えるが、斜めに16列並んでいるとしている。
雄の左第4腕は交接腕化し、これは属の典型である。交接腕化の影響があるのは末端よりも基部（頭側）に近く、基部寄りの4–5列目までは正常で、続く6列の吸盤が縮小している。特に6列目と7列目の吸盤は幾分か小さくなる程度で、8列目以降の4列の吸盤が交接腕化した部分で痕跡器官となり、これより末端は正常に戻る。
奥谷 (2017) では腕吸盤の角質環に30–40の小歯があり、触腕掌部吸盤の角質環はほぼ平滑となるとある。Sasaki (1929) では基部付近の角質環は全ての縁で無数の細い面取りされた小歯が互いにきつく癒合しているため、先端の縁の外形はでこぼこしている。末端の吸盤では小歯は角質環の縁で互いに分かれているが、基部の縁では未だ癒合したままであることも多い。これらの吸盤の分かれた末端の小歯は10–20個あり、延長する。触腕の角質環は縁に沿って鋸歯状になり、30–40の小歯が数えられ、小歯の間の間隔程度に鈍いとある。
稀に腕が分岐する奇形の報告がある。1929年6月22日、動物学教室の学生 (Ichizo Asami) により発見され、東京帝国大学動物学教室博物館に持ち込まれ岡田要によって報告された本種の右第4腕は2度分岐し、3本となっていた。

### 甲

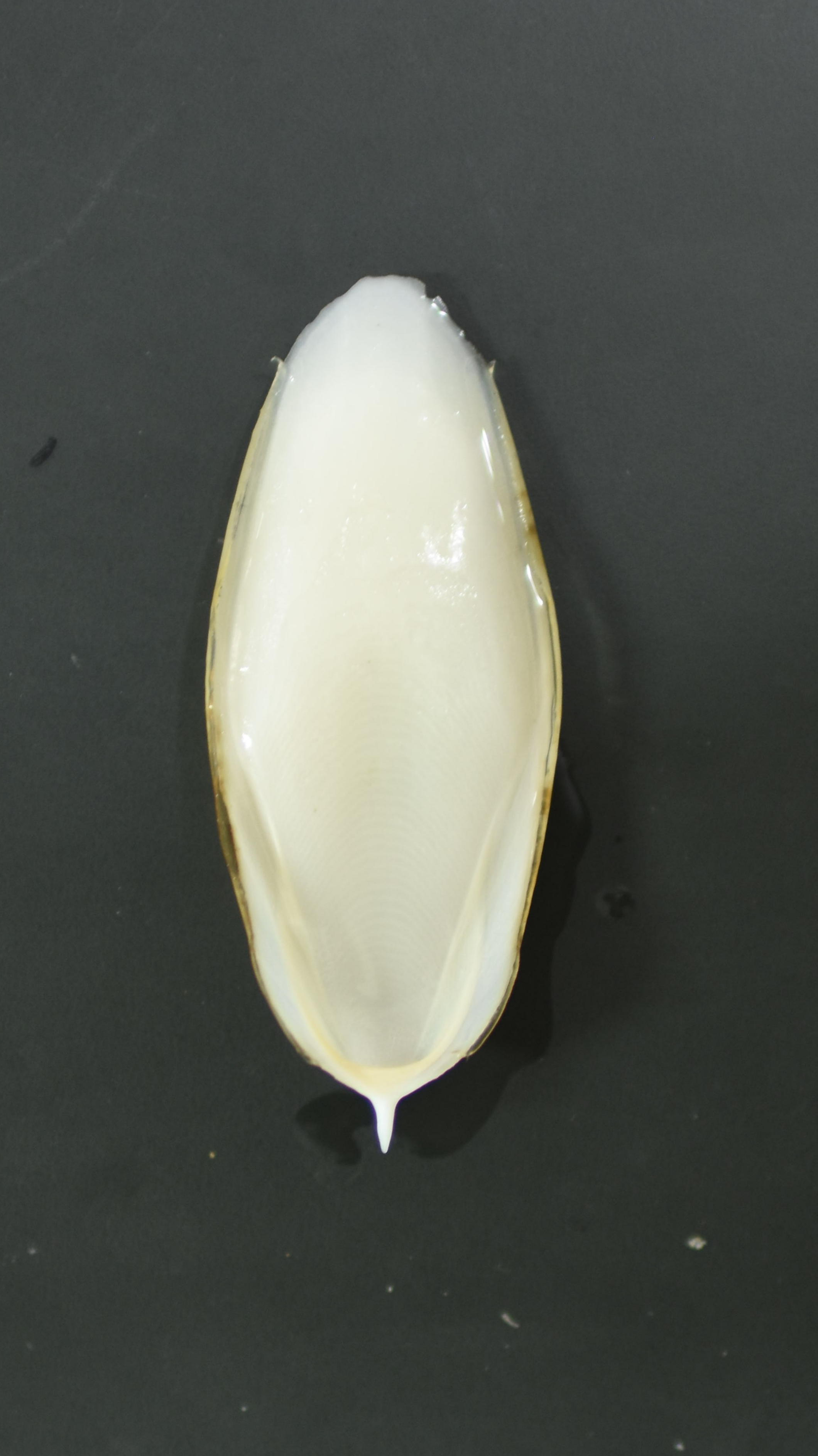
本種の貝殻腹面。内円錐がU字型になっていることで他種と区別できる。

コウイカの甲 (sepion, cuttlebone)は貝殻 (shell)とも呼ばれ、主に炭酸カルシウムからなっている。本種の甲は幅広く、貝殻長（背側外套長と同じ）の1/3-2/5の幅であり、形は卵形（長楕円形）で極めて薄い。背側表面は後方ではアーチ状で、前方では平らになり、裸縁を除き、何本もの集中した線状に並んだ多数の顆粒に覆われている。また背側表面には 3本の弱い肋がある。横線面と終室の境界は逆V字型に近く、外円錐の後方は僅かに広がる。内円錐は全体の1/4のところから始まり、後端は前方に張り出して広い丸襟状になる。エゾハリイカ亜属 Doratosepion とは異なり、内円錐と外円錐は癒着する。室率は30で、佐々木 (1910) は室率に大きな変異があることを認めている。

### 内臓
本種の消化管は口球の後方に、食道、胃、胃盲嚢、消化腺、腸、そして肛門と続く。食道は脳を貫通し、内臓の中央部まで伸びる。胃は大きく膨らみ、その左側に胃本体よりも大きく、ほぼ一巻きの螺旋を描いている胃盲嚢がある。胃は、その前にあり1対の左右相称な消化腺と細長い管で連結し、管周辺には消化腺付属体が発達する。本種の腸は単純で細く、1度捩れた後に前方に伸び、外套膜内に開口する肛門で終わっている。

## 生態

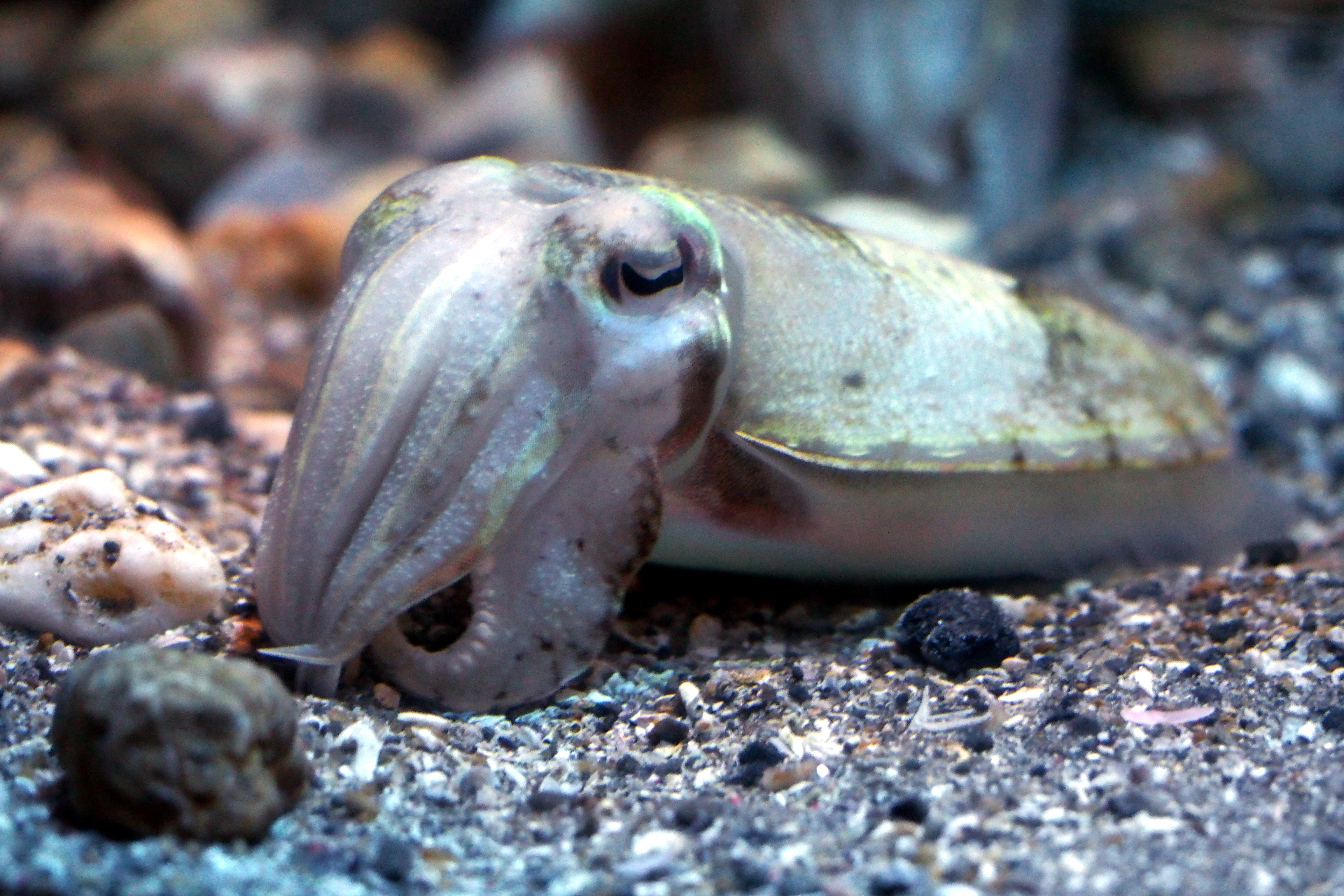
砂底など無機質な底質へのカモフラージュと考えられる体色パターン。

本種は通常、水深 10–100 m 程度の砂泥質の海底近くに棲息している。	
本種の寿命は1年と考えられている。7月に孵化した個体は孵化後約100日で貝殻長5–10 cm、孵化後約200日で貝殻長10–15 cm となり、その後の成長は著しく鈍くなるといわれている。
底生の本種はエビやカニ、小魚を好んで食べる。普段は腕を揃え、流線型をしているが、餌を見るときは腕を下に下げ、両眼で立体的視野を得る。そして体を餌に対し真っ直ぐに向けるアテンション (attention) という行動をとり、適切な距離に近づくポジショニング (positioning) し、それから触手を伸ばして狩る（アタック, attack）。獲物の注意を引き付けるため、第1腕を昆虫やエビの触角のように伸ばすこともある。餌の捕食を視覚に頼るため、ガラス容器に餌を入れても同様の行動をするが、発射した触腕がガラスに衝突して痛むため、このエサは取れないということを学習する。

### 生殖
他のコウイカ類同様に本種は産卵・交接に先立ってディスプレイをすることが知られている。雄は第1腕を高く掲げ、雌に接近する。このときは外套膜背側の帯状斑や鰭基部の白線が鮮明となる。奥谷 (1979) に拠れば、このディスプレイの目的は主に競争者の雄に対しての示威行為と考えられ、水槽中に1個体だけ収容された場合はこのような行動は見られない。
交接姿勢は雌雄が人間が両手の指を組み合わせたように腕を組み合わせる。交接行動はその体勢を保ったまま約5分間続き、交接開始後約1分半後雄は雌に精子を受け渡す。交接により渡された精子は嚢内に詰められた状態でポケットに付着し、活性が保たれる。産卵は交接後ただちに開始される。本種は早春から初夏にかけ、内湾などの沿岸に寄り、島嶼付近の岩石や海藻、沈木、ソフトコーラル、漁網などに産卵する。卵は1粒ずつ生み出される。外套長 12–15 cm の韓国産の個体では、産卵数は2,000–2,500粒である。親イカは産んだ卵に砂を吹き付けて、カモフラージュする行動が見られる。

#### 精子競争
コウイカ類では、雄の精子塊を受け取る雌のポケットは囲口膜にある。ツツイカ類は2ヶ所の精子受け渡し場所があるが、コウイカ類では遊泳力がやや弱いせいか1ヶ所のみである。複数の雄が雌の口の下に精子を渡すため、精子競争が激しい。すでに多くの精子を蓄えている雌と交接し自分の子孫を残すため、コウイカの雄は他の雄が付着させた精子を自分の精子と入れ替える精子置換という行動を進化させている。雄は交接相手の雌の囲口膜に前に交接した精子塊があると、それを腕の反口側にある吸盤の角質環でひっかき落とす。本種では30秒から1分半程度かかって精子塊を掻き出す。受精は未受精卵が漏斗を通って腕の中に運ばれた後に口の周辺で起こるため、雄は受精場所に既に存在する他の雄の精子を除去することで精子競争を緩和させていると考えられる。

### 寄生虫
本種の腎嚢内には以下の5種のニハイチュウ類が寄生している。ニハイチュウは底生の頭足類（特にタコ類とコウイカ類）の腎嚢に取り付き、寄生生活を行っている動物である。ニハイチュウによる寄生の有無で、宿主のコウイカの形態上の違いは見受けられないため、宿主はニハイチュウの寄生による害を被っていないと考えられる。また、逆にそれによりコウイカが利益を得ているわけでもないようであるため、ニハイチュウは頭足類に対し片利共生の関係にあると考えられる。
- フトニハイチュウ Dicyema hadrum Furuya, 1999
- イトニハイチュウ Dicyema rhadinum Furuya, 1999
- ムチニハイチュウ Dicyemennea mastigoides Furuya, 1999
- ミナベニハイチュウ Dicyemennea minabense Furuya, 1999
- コウイカニハイチュウ Pseudicyema nakaoi Furuya, 1999

また、イカに寄生する寄生虫として代表的なものに、線形動物の回虫類であるアニサキス Anisakis spp.が挙げられる。極めて多種類のイカが感染源となることが知られているが、定着性の魚介類ではアニサキス幼虫の寄生は少ないことが知られており、東京都福祉保健局の東京都健康安全研究センターによる調査 (2012.4–2017.3)では、コウイカ15個体中からアニサキスは発見されなかった。しかし、Choi et al. (2011)の研究では、寄生率が最低としながらも、釜山の市場で得られた本種36個体中3個体（8.3%）でAnisakis simplex (Rudolphi, 1809)の寄生が確認されており、生食により感染の危険性はある。

## 発生
産卵直後の卵嚢はゼラチン状で、大きさは 15–21 mm×12–14 mm（卵黄は 4.28–4.99 mm×3.21–3.56 mm）、半透明乳灰色をしている。産み付けられた卵嚢は時間の経過と共に 8×7 mm 程度に小さくなって弾力を生じ、その表面に小砂粒や浮泥等を付着して泥褐色となる。しかし、胚の発育に伴って卵嚢は再び大きくなり、孵化直前には短径 9.2–11.2 mm の球形となる。水温17.3–22.8℃において、産卵後孵化までの時間は29日から34日である。
頭足類はトロコフォアやベリジャーにはならず、直達発生を行うため、孵化後は成体とほぼ同形の幼生となる。孵化直後の個体は背側外套長は 4.50–4.99 mm、外套幅は 4.28–4.72 mm で、腕長式はⅣ>Ⅰ>Ⅲ=Ⅱである。卵黄は完全に吸収されている。鰭は外套の左右両側においてその後端より80%の部分に亘って存在する。背部は暗紫褐色～淡灰色で、鰭は淡くほとんど透明。背側外套膜には濃褐色～暗褐色の色素粒があり、その前縁にほぼ平行し6列約40個並ぶが、そのうち24個が特に顕著である。この色素粒は拡大時に明瞭で、縮小時は不明瞭となる。
胚盤の発育中、ごく初期において眼とともに外胚葉の陥入によって平衡器が形成される。初めは単なる嚢状であるが、胚の中央部に位置し外部よりも明瞭に透視できる非常に顕著な器官である。平衡器は孵化当初は多種でもほぼ同一の構造であるが、幼生期ではそれぞれ特有の構造を完成する。タコ類では内部構造は単純で、平衡石付近に1個突起があるのみであるのに対し、本種では11個の突起を持つまでに成長する。本種の外套長 5 mm の幼生ではミミイカ Euprymna morsei (Verrill, 1881) と同じ6個しか突起を持たず、11個の突起は外套長 21 mm になるころに持つようになる。

## 分布
日本中部から中国大陸沿岸、東南アジア（ベトナム、シンガポール、フィリピンからインドネシア）、そしてオーストラリア北部にかけてまで分布している。日本近海では、関東以西、東シナ海、南シナ海の陸棚、沿岸域に分布している。南限はまだ正確に決まっていない。
- Khromov et al. (1998) による分布図。
- FAO (2005) による分布図。
- 奥谷 (2015) による分布図。

## 利用

### 漁獲

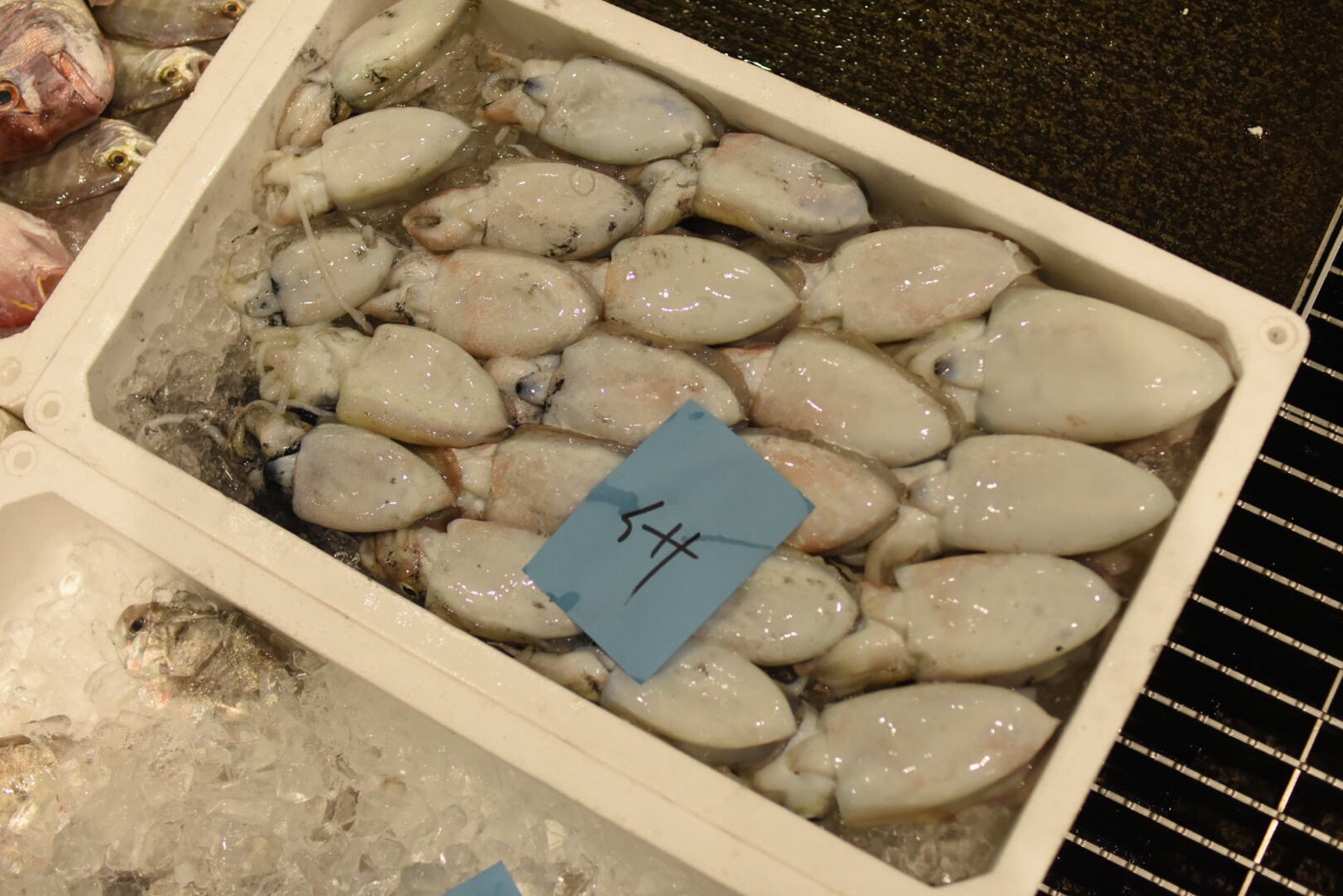
八幡浜港で競にかけられたコウイカ。

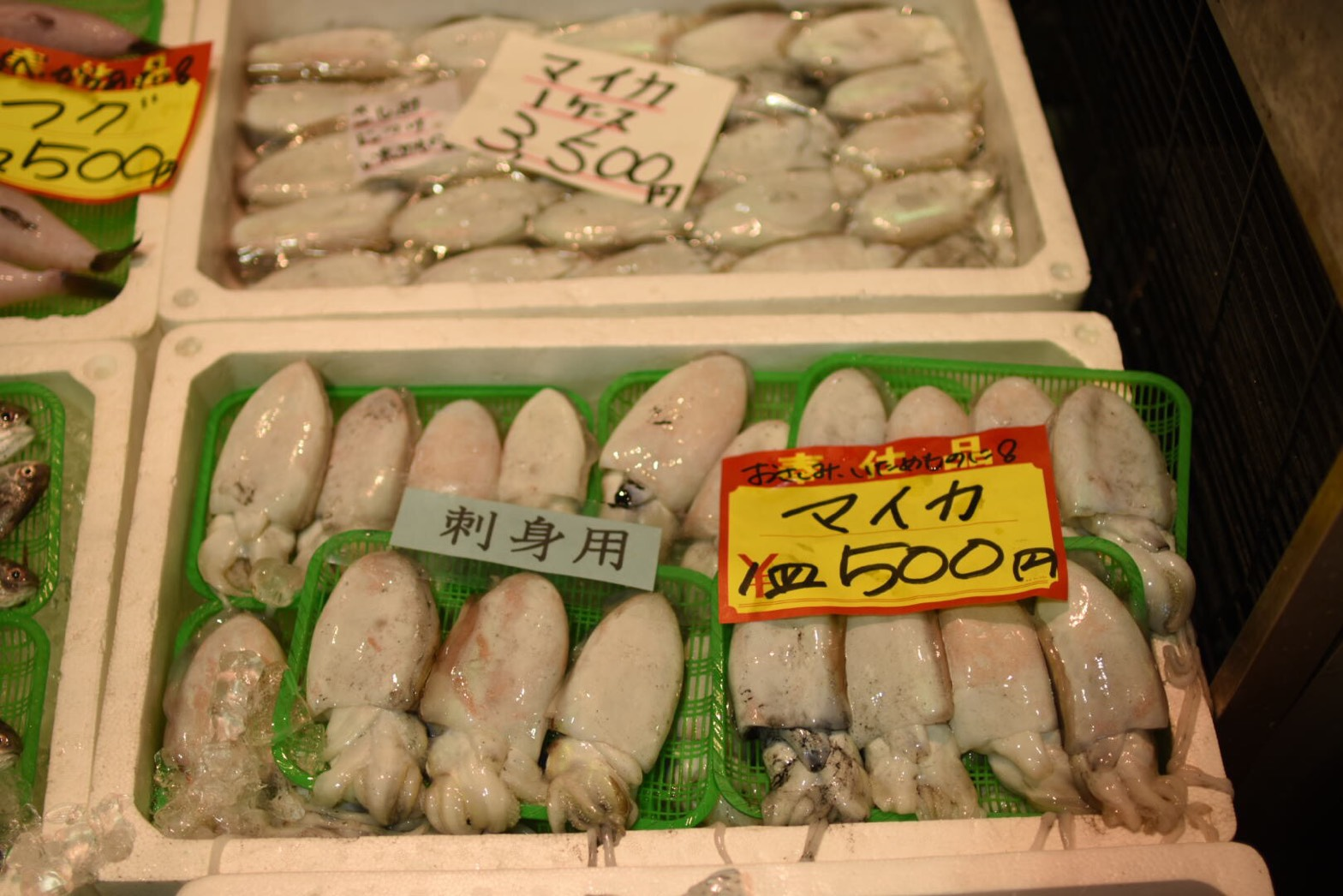
八幡浜のどーや市場に並べられたコウイカ。市場名「マイカ」として売られる。

日本、韓国および中国において、水産上非常に重要であり、中国の山東省や江蘇省から西日本までの東シナ海で水揚げされるコウイカ類の中で主要な位置を占める。フィリピンでは、ビサヤン海やサマール海、リンガエン湾やカリガラ湾 (Carigara bay)などの海域で獲られ、地域漁業や自給漁業を支えている。本種は実験場にて、自然個体群の成長率を上回る速度で市場サイズになるまで育てられる。
底曳網、桝網、刺し網、いかかご、釣りなどで漁られる。なかでもいかかご漁は、産卵期の大型個体を主対象とし、商品価値が高い上に、コウイカを選択的に漁獲するため、漁獲量も多く、島原湾におけるコウイカの漁業では産業的に最も重要である。神奈川県における定置網では真夏を除いてほぼ1年中漁獲され、4月がそのピークである。
東経128度30分以西の東シナ海および黄海で行われる、以西底曳網による近年の漁獲量は8,000–13,000 t（トン）である。このうち年間漁獲量の約85%以上が10月から4月にかけての期間に、残りの15%以下がそれ以外の期間に獲られている。漁獲量の少ない期間の前半、5月から6月は産卵期に当たり、その減少は産卵群が大陸沿岸域などの産卵場へ移動し、以西底曳網の操業域から去るためであると考えられる。また、漁獲量の少ない期間の後半、7月から9月は産卵後に当たり、漁獲量の減少は産卵親個体が産卵を終え死亡し、またその年に生まれた個体群は9月頃まで内湾・浅海域で成育し、それが加わらないためと考えられる。韓国での水揚げにおける研究では 水温は10℃から15℃の範囲で、海底の塩分濃度が33.2‰から34.45‰の間で最も良い水揚げ状況だとされる。
また、タイランド湾では、アミモンコウイカ Acanthosepion aculeatum (Van Hasselt [in Férussac & d'Orbigny], 1835)、アジアコウイカ A. recurvirostrum (Steenstrup, 1875)、トラフコウイカ A. pharaonis (Ehrenberg, 1831) などとともに 30,000 t 以上が水揚げされ、大量に日本に輸入されている。
コウイカに限らずイカ類全体の水産資源の悪化が懸念されており、日本における全漁法を合計したコウイカ年間漁獲量はピーク時に 20,000 t を超えていたものの、2006年には 7,000 t の水準まで落ち込んでいる。水産資源保護を目的として、日本政府は漁獲可能量制限 (TAC) および漁獲努力可能量制限 (TAE) の制度を導入している。しかし遊泳性のスルメイカが1998年からTACに、ヤリイカがTAEにそれぞれ指定されているものの、海底に棲息するコウイカ類はこれらの指定品目対象外となっており、漁獲規制はかかっていない。
コウイカ漁獲減少の要因の一つとして考えられるのが、以西底曳網による漁獲状況である。東シナ海から黄海にかけての底魚資源が悪化したことに加え、多数の中国船との漁場競走が激化したことなどにより、ピーク期には約1,000隻あった日本の漁船数は、2017年1月1日時点でわずか8隻まで減少している。また、沖合では佐賀県から福岡県にまたがる唐津湾がコウイカの漁場として重視されているが、1991年には全漁法合計で約 400 t あった唐津湾の漁獲高も、2007年以降は 50 t 前後の低水準で推移している。

### 食用
肉は厚く美味で、刺身・寿司ネタや煮物、塩焼き、付焼き、ウニ焼きなど様々に調理される。小さいサイズのものは調理用に冷凍される。4-5月頃が旬であるとされる。

### 薬用
漢字でイカを表す鰂（⿰魚則、音：ソク、訓、いか）は中国医学（本草）では本種を含む広義コウイカ属 Sepia 及びシリヤケイカ属 Sepiella に当てられる。黒い墨を吐くことから「烏鰂」と呼ばれるようになり、同音の「烏賊」に書き換えられたが、中国の民間説話では水面に浮かぶイカを死んだと思ったカラスが巻き取って食べてしまうことからカラスがイカの天敵と考え「烏賊」と呼ばれるようになったとされる。また、中国医学では舟形の甲を海螵蛸と呼び、生薬に用いられる。
神農本草経には、以下のようにある。
また、素問（黄帝内経）・腹中論篇には、血枯の治療について、以下のようにある。